# Adrian Buchan
Pour les articles homonymes, voir Buchan.
Adrian Buchan est un surfeur professionnel australien né le 21 septembre 1982 à Central Coast en Nouvelle-Galles du Sud en Australie.

## Biographie
Buchan devient champion du monde junior Grommet en 1997 et 1999, et champion junior d'Australasian Pro en 2000 et 2001.
En 2006, il a subi une grave blessure à la cheville qui l'a écarté de la compétition pendant quelques mois. En 2007, il a dû compter sur une wild-card et a terminé 19e de l'élite du top-45 des surfeurs.
Il a fait son retour au Quiksilver Pro France à Hossegor en France, où il a battu Damien Hobgood pour arriver en finale, et il a concouru contre Kelly Slater, considéré comme le plus grand surfeur de l'histoire du sport. Dans un choc final, Ace bat Slater 15.74 à 15.16 et c'est l'une de ces plus grandes victoires de sa carrière.

## Palmarès

### Victoire
- 2008 Quiksilver Pro France, Soorts-Hossegor, France (WCT) [1]
- 2001 Rip Curl Newquay, Newquay, Angleterre (World Qualifying Series)

### WCT
- 2009 : 23e
- 2008 : 6e - 1 victoire
- 2007 : 19e
- 2006 : 44e repêché en WCT, car blessé les 3/4 de la saison.

### Sa saison 2009 ASP World Tour
2009 est sa 4e année dans l'ASP World Tour
| Date                      | Compétition                   | place | points |
| ------------------------- | ----------------------------- | ----- | ------ |
| 28 février-11 mars        | Quiksilver Pro                | 5     | 732    |
| 7 avril-19 avril          | Rip Curl Pro Surf             | 17    | 410    |
| 9 mai-20 mai              | Billabong Pro Teahupoo        | 17    | 410    |
| 27 juin-5 juillet         | Hang Loose Santa Catarina Pro | Inj   | 225    |
| 9 juillet-19 juillet      | Billabong Pro Jeffreys        | Inj   | 225    |
| 11 septembre-20 septembre | Boost Mobile Pro of Surf      | 17    | 410    |
| 23 septembre-4 octobre    | Quiksilver Pro France         | 33    | 225    |
| 5 octobre-17 octobre      | Billabong Pro                 | 17    | 410    |
| 19 octobre-28 octobre     | Rip Curl Pro Search           | 17    | 410    |
| 8 décembre-20 décembre    | Billabong Pipeline Masters    | 17    | 410    |
|                           | classement                    | 23    | 3417   |

Requalifié pour 2010